# Dzieci gorszego boga (film)
Dzieci gorszego boga (ang. Children of a Lesser God) – amerykański film obyczajowy z 1986 roku w reżyserii Randy Haines. Scenariusz powstał na podstawie sztuki Marka Medoffa. Zdjęcia kręcono w kanadyjskiej prowincji Nowy Brunszwik.

## Fabuła
James Leeds jest nauczycielem mowy w szkole dla niesłyszących. Poznaje pracującą tam Sarah Norman, byłą uczennicę. Sarah jest krnąbrna i buntownicza. James początkowo traktuje ją jako wyzwanie zawodowe. Z czasem jednak łączy ich coraz więcej.

## Główne role
- William Hurt – James Leeds
- Marlee Matlin – Sarah Norman
- Piper Laurie – Pani Norman
- Philip Bosco – Dr Curtis Franklin
- Allison Gompf – Lydia
- John F. Cleary – Johnny
- Philip Holmes – Glen
- Georgia Ann Cline – Cheryl
- William D. Byrd – Danny
- Frank Carter Jr. – Tony
- John Limnidis – William
- Bob Hiltermann – Orin
- E. Katherine Kerr – Mary Lee Ochs

i inni

## Nagrody i nominacje
Oscary za rok 1986
- Najlepsza aktorka – Marlee Matlin
- Najlepszy film – Burt Sugarman, Patrick J. Palmer (nominacja)
- Najlepszy scenariusz adaptowany – Hesper Anderson, Mark Medoff (nominacja)
- Najlepszy aktor – William Hurt (nominacja)
- Najlepsza aktorka drugoplanowa – Piper Laurie (nominacja)

Złote Globy 1986
- Najlepsza aktorka dramatyczna – Marlee Matlin
- Najlepszy dramat (nominacja)
- Najlepszy aktor dramatyczny – William Hurt (nominacja)

Nagrody BAFTA 1986
- Najlepszy scenariusz adaptowany – Hesper Anderson, Mark Medoff (nominacja)

37. Międzynarodowy Festiwal Filmowy w Berlinie
- Srebrny Niedźwiedź za wybitne osiągnięcie artystyczne – Randa Haines
- Nagroda czytelników „Berliner Morgenpost” – Randa Haines
- Złoty Niedźwiedź (nominacja)